# Sagellula octomunita
Genre
Synonymes
- Sagella Dönitz & Strand, 1906 nec Paetel, 1889

Espèce
Synonymes
- Sagella octomunita Dönitz & Strand in Bösenberg & Strand, 1906

Sagellula octomunita, unique représentant du genre Sagellula, est une espèce d'araignées aranéomorphes de la famille des Sparassidae.

## Distribution
Cette espèce est endémique du Japon.

## Description
La femelle holotype mesure 4 mm.

## Systématique et taxinomie
Cette espèce a été décrite sous le protonyme Sagella octomunita par Dönitz et Strand en 1906. Le nom Sagella Dönitz & Strand, 1906 étant préoccupé par Sagella Paetel, 1889, il est remplacé par Sagellula par Strand en 1942.

## Publication originale
- Bösenberg & Strand, 1906 : « Japanische Spinnen. » Abhandlungen der Senckenbergischen Naturforschenden Gesellschaft, vol. 30, p. 93-422 (texte intégral).
- Strand, 1942 : « Miscellanea nomenclatorica zoologica et palaeontologica. X. » Folia Zoologica et Hydrobiologica, vol. 11, p. 386-402.